# ۱۲۲۲ (خورشیدی)
۱۲۲۲ هزار و دویست و بیست و دومین سال هجری خورشیدی، سالی کبیسه است.

## زادگان
- ۳ دی - شیخ فضل‌الله نوری، مجتهد شیعه ایرانی و از رهبران جنبش مشروطه
- میرزا عبدالله فراهانی، موسیقی‌دان برجسته ایرانی و نوازنده تار و سه‌تار